# 加賀爪政尚
加賀爪 政尚（かがつめ まさなお）は、安土桃山時代の武将。徳川氏の家臣。加賀爪上杉家6代当主。武蔵国高坂館主。姓は加々爪とも表記する。

## 略歴
永禄5年（1562年）、扇谷上杉家の末裔であり、駿河国今川氏家臣の加賀爪政豊の子として誕生した。
永禄3年（1560年）5月に桶狭間の戦いにて今川氏当主の今川義元が戦死すると、今川氏は周辺諸侯からの圧力に徐々に耐えられなくなり、内部では三河国の松平氏（徳川に改姓）など家臣どころか一族までも離反が相次ぐなどして急速に勢力を失っていった。義元の跡を継いだ氏真が甲斐国の武田信玄により永禄11年（1568年）末に本拠の駿河を追われ（駿河侵攻）、家臣の朝比奈泰朝が守る遠江国の掛川城に逃れた頃、遠江の諸勢力は次々と今川家を離反していた。遠江を所領としていた加賀爪氏も三河の徳川氏の勢力下となり、政豊は旧主の氏真が籠る掛川城攻めで手柄を挙げた。
政尚は若くして徳川家康に仕え、天正12年（1584年）の小牧・長久手の戦いで敵を討ち取る武功を挙げた。その後、豊臣政権における九州平定、小田原征伐、奥州仕置に従軍した。近習として仕え、武蔵国比企郡・相模国高座郡で3,000石を領した。
文禄5年（1596年）、慶長伏見地震により倒壊した伏見城の城門の下敷きとなり、死亡した。